# Pölöske, Zala
Pölöske  este un sat în districtul Zalaegerszeg, județul Zala, Ungaria, având o populație de 863 de locuitori (2011). 

## Demografie
Componența etnică a satului Pölöske
     Maghiari (93,23%)
     Romi (5,58%)
     Germani (1,19%)
Componența confesională a satului Pölöske
     Romano-catolici (80,42%)
     Fără religie (3,71%)
     Luterani (1,27%)
     Necunoscută (13,33%)
     Alte religii (1,27%)
Conform recensământului din 2011, satul Pölöske avea 863 de locuitori. Din punct de vedere etnic, majoritatea locuitorilor (93,23%) erau maghiari, existând și minorități de romi (5,58%) și germani (1,19%).  Din punct de vedere confesional, majoritatea locuitorilor (80,42%) erau romano-catolici, existând și minorități de persoane fără religie (3,71%) și luterani (1,27%). Pentru 13,33% din locuitori nu este cunoscută apartenența confesională.